# James Arnot Hamilton
Pour les articles homonymes, voir James Hamilton et Hamilton.
Sir James Arnot Hamilton est un ingénieur aéronautique britannique né le 2 mai 1923 à Midlothian et mort le 24 mai 2012 à Winchester.

## Biographie
Il obtient son diplôme de génie civil en 1943, de l'Université d'Edimbourg. Ensuite, il rejoint le Marine Aircraft Experimental Establishment à Helensburgh pour développer des armes anti-sous-marine pour la Royal Air Force. 
Il contribue à la conception du SEPECAT Jaguar et du Concorde. Spécialisé dans la conception des ailes, il est en grande partie responsable de l'aile distinctive de ce dernier,.
Il occupe également le poste de secrétaire permanent du Département de l'Éducation.
Il prend sa retraite en 1983.